# Самана (залив)
Залив Самана (исп. Bahía de Samaná) — залив в Атлантическом океане у северо-восточного побережья Доминиканской Республики к югу от одноименных города и мыса. Основные города на побережье — Санта Барбара де Самана, Санчес, Сабана де ла Мар. Названия заливу дано Христофором Колумбом — Golfo de las Flechas.
Длина с севера на юг — 65 км, с востока на запад — 25 км. На побережье залива находится устье реки Юна. В акватории залива находится множество рифов, которые привлекают большое количество туристов. На юго-западном побережье есть Национальный парк Лос Хайтитес, с тропическими растениями и животными. В Самане встречаются дельфины, а также горбатые киты во время брачного периода (с конца января по начало марта).
В течение XIX века Франция, Англия и Соединённые Штаты неоднократно оспаривали право контроля за заливом. Также здесь неоднократно появлялись пираты.